# Tylophora clemensiae
Tylophora clemensiae är en oleanderväxtart som beskrevs av Rudolf Schlechter. Tylophora clemensiae ingår i släktet Tylophora och familjen oleanderväxter. Inga underarter finns listade i Catalogue of Life.